# Lac Sainte-Rose
Lac Sainte-Rose är en sjö i Kanada.   Den ligger i regionen Lanaudière och provinsen Québec, i den sydöstra delen av landet, 210 km nordost om huvudstaden Ottawa. Lac Sainte-Rose ligger 272 meter över havet. Arean är 0,96 kvadratkilometer. Den sträcker sig 1,9 kilometer i nord-sydlig riktning, och 1,6 kilometer i öst-västlig riktning.
I omgivningarna runt Lac Sainte-Rose växer i huvudsak blandskog. Runt Lac Sainte-Rose är det mycket glesbefolkat, med 4 invånare per kvadratkilometer.